# École supérieure de guerre (Finlande)
L'école supérieure de guerre (finnois : Sotakorkeakoulu, sigle SKK, suédois : Krigshögskolan) est une université à Helsinki de 1924 à 1992, qui a dispensé la plus haute formation militaire en Finlande, formé des officiers d'état-major des forces de défense finlandaises et organisé des cours de défense nationale. 
Elle a fusionné avec l'École de combat et l'École des cadets au début de 1993 pour former la grande école de la défense nationale finlandaise.